# A.C. Milan w sezonie 1988/1989

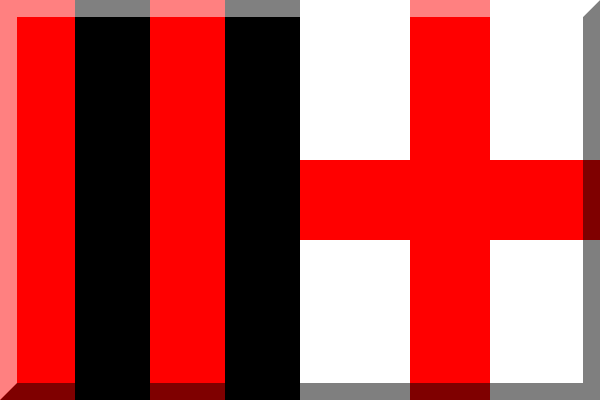
Klubowe barwy Milanu

Osiągnięcia i skład piłkarskiego zespołu A.C. Milan w sezonie 1988/89.

## Osiągnięcia
- Serie A: 3. miejsce
- Puchar Włoch: odpadnięcie w fazie grupowej
- Puchar Europy: zwycięstwo

## Podstawowe dane
- Oficjalna nazwa klubu: Associazione Calcio Milan
- Siedziba klubu: Via F. Turati 3
- Boisko: San Siro
- Prezes klubu:  Silvio Berlusconi
- Trener zespołu:  Arrigo Sacchi
- Kapitan drużyny:  Franco Baresi

## Skład zespołu
Bramkarze:
| Włochy | Francesco Antonioli |
| Włochy | Giovanni Galli      |
| Włochy | Davide Pinato       |

Obrońcy:
| Włochy | Franco Baresi         |
| Włochy | Walter Bianchi        |
| Włochy | Alessandro Costacurta |
| Włochy | Filippo Galli         |
| Włochy | Paolo Maldini         |
| Włochy | Roberto Mussi         |
| Włochy | Gianluca Pessotto     |
| Włochy | Sergio Porrini        |
| Włochy | Mauro Tassotti        |
| Włochy | Matteo Villa          |

Pomocnicy:
| Włochy   | Demetrio Albertini    |
| Włochy   | Carlo Ancelotti       |
| Włochy   | Angelo Colombo        |
| Włochy   | Roberto Donadoni      |
| Włochy   | Alberigo Evani        |
| Holandia | Ruud Gullit           |
| Włochy   | Christian Lantignotti |
| Holandia | Frank Rijkaard        |
| Włochy   | Fabio Viviani         |

Napastnicy:
| Holandia | Marco van Basten        |
| Włochy   | Massimiliano Cappellini |
| Włochy   | Graziano Mannari        |
| Włochy   | Pietro Paolo Virdis     |

### Transfery w sesji zimowej
Przybyli:
- Fabio Viviani (do Como)